# Panay-Vorfall

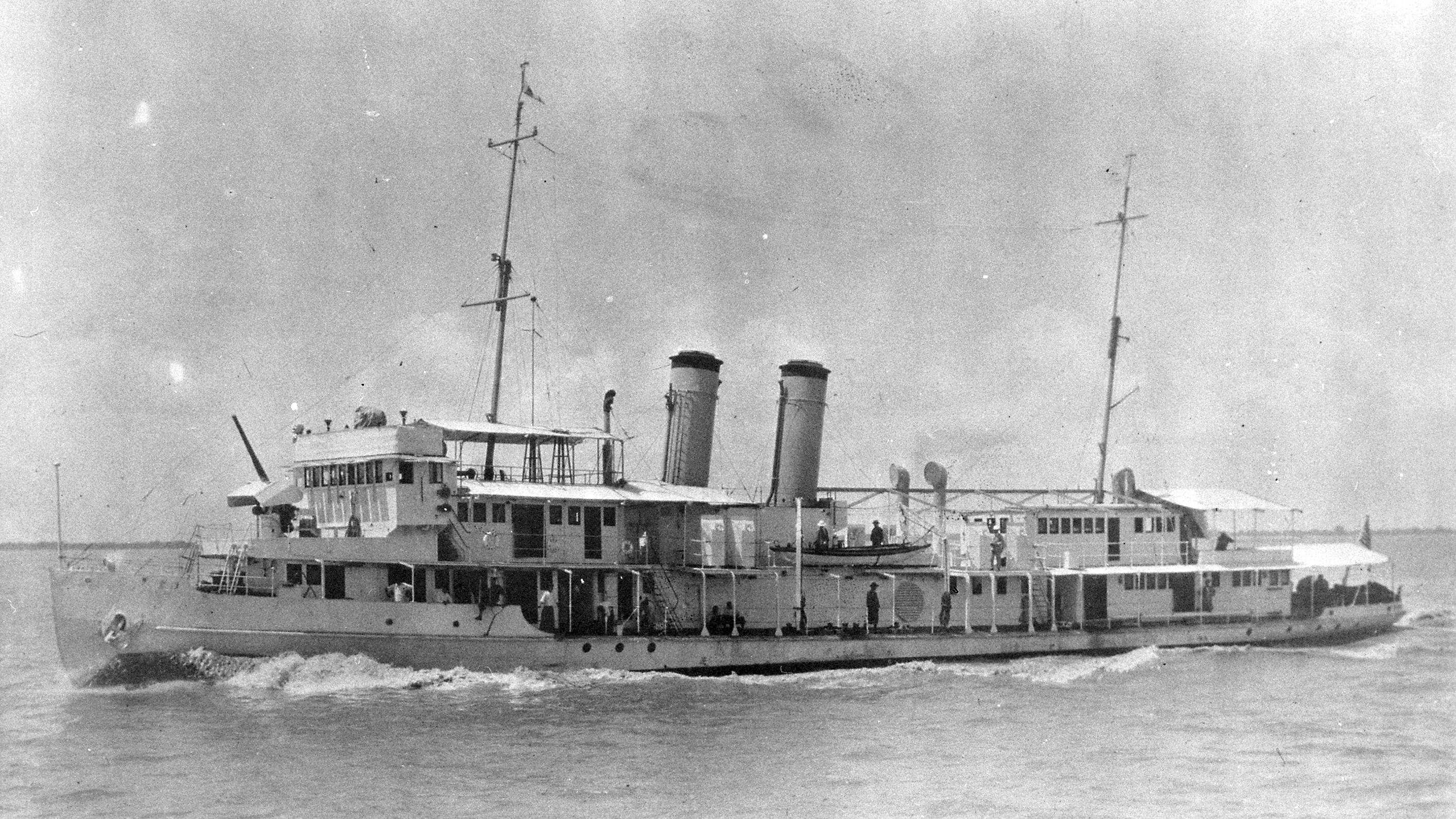
Die USS Panay am 30. August 1928

Beim Panay-Vorfall während des Zweiten Japanisch-Chinesischen Krieges wurde das US-amerikanische Kanonenboot Panay am 12. Dezember 1937 durch japanische Kampfflugzeuge versenkt. Daraufhin entwickelte sich eine diplomatische Krise zwischen den USA und Japan, die zuvor neutral zueinander gestanden hatten.

## Vorgeschichte
Japanische Truppen bewegten sich Mitte November 1937 auf die damalige chinesische Hauptstadt Nanjing zu. Der Kuomintang-Führer Chiang Kai-shek unterrichtete am 21. November den amerikanischen Botschafter Joseph C. Grew über die Ankunft der Japaner kurz vor der Stadt. Er empfahl, alle amerikanischen und sonstigen ausländischen Bürger aus Nanjing zu evakuieren, was größtenteils auch am nächsten Morgen geschah, als der Botschafter mit seinem Personal an Bord des Kanonenboots USS Luzon ging, das zur seit 1854 bestehenden US-Jangtse-Patrouille gehörte. Die übrigen wollten noch eine Woche abwarten und blieben in der Stadt, als die japanische Belagerung begann. Ihre weitere Anwesenheit meldete Botschafter Grew vor seinem Aufbruch noch der japanischen Regierung.

## Verlauf des Vorfalls

### Auslaufen der USSPanayaus Nanjing und Fahrt flussaufwärts
Am 11. Dezember verließ die USS Panay mit amerikanischen Offiziellen und einigen Zivilisten Nanjing und lief den Jangtse aufwärts, um den schweren Kämpfen zu entgehen. Sie geleitete die drei Standard-Oil-Öltanker Mei Ping, Mei An und Mei Hsia, deren Kapitäne ebenfalls beschlossen hatten, die Stadt zu verlassen. Zusätzlich befanden sich noch zwei britische Kanonenboote und einige kleinere Einheiten in diesem Konvoi. Während der ersten Kilometer wurden sie von einer japanischen Artilleriebatterie in der Nähe des Flussufers beschossen. Obwohl der Beschuss eine beträchtliche Stärke annahm, konnten die Schiffe trotz langsamer Fahrt und ohne einen Treffer erhalten zu haben aus der Reichweite der Artillerie gelangen.
Das japanische Hauptquartier war über diese Fahrt informiert worden und wies am 12. Dezember seine Piloten an, alle Schiffe oberhalb von Nanjing zu versenken. Die Panay und die drei Tanker lagen zu dieser Zeit bei Hoshien vor Anker. Es waren amerikanische Flaggen aufgezogen worden, aber da die japanischen Geschütze vor Nanjing außer Reichweite lagen, saß die Besatzung mit ihren Passagieren am Mittag zu Tisch und ließ die Geschütze unbesetzt und auch unverhüllt. Auf dem Schiff befanden sich zu diesem Zeitpunkt fünf Offiziere, 54 Matrosen, vier US-Botschaftsmitarbeiter und zehn Zivilisten.

### Japanischer Angriff

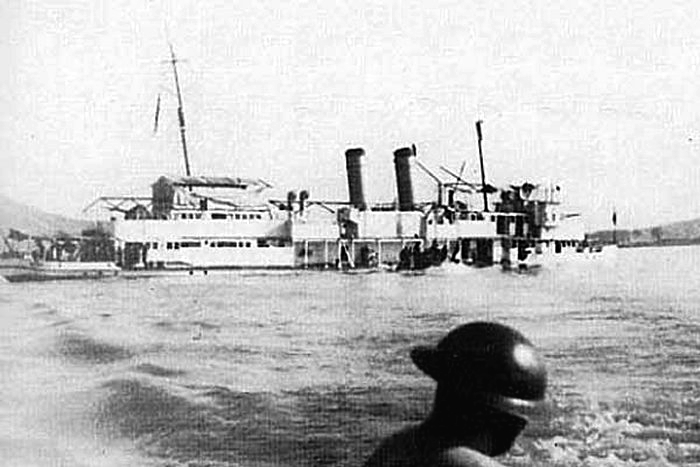
Die sinkende USS Panay

Gegen 13:27 Uhr griffen drei japanische Bomber vom Typ Yokosuka B4Y1 die USS Panay an. Sie warfen 18 Bomben ab, die das vordere Geschütz des Schiffes, die Kommandobrücke, den Lazarettbereich und den Maschinenraum zerstörten. Der Kapitän, Lieutenant Commander J.J. Hughes, wurde bei dem Angriff wie auch einige andere Besatzungsmitglieder und Passagiere schwer verletzt. Nur Minuten nach den ersten Maschinen flogen weitere zwölf Bomber und neun Jagdflugzeuge die Panay an. Sie warfen etwa 20 Minuten lang Bomben, während die Jäger im Tiefflug das Schiff mit Maschinengewehren beschossen. Unterdessen begann die Panay, mit ihren Geschützen zurückzuschießen. Gegen 14:06 Uhr brach auf dem Kanonenboot die Stromversorgung vollständig zusammen und der Antrieb versagte.
Als Kapitän Hughes erkannte, dass die Panay zu sinken begann, ordnete er an, das Schiff zu verlassen. Die Rettungsboote wurden auf ihrem Weg zum Ufer weiterhin von den japanischen Jägern beschossen, die anschließend auch die Uferböschung unter Feuer nahmen, wo sich Überlebende befanden.
Die Panay sank gegen 15:54 Uhr. Drei Menschen – zwei Soldaten und ein Zivilist – waren getötet sowie 43 Matrosen und fünf Zivilisten verwundet worden. Auch zwei der drei Öltanker waren bombardiert und wurden zerstört.
Die Überlebenden des Vorfalls konnten zwei Tage später von der USS Oahu und der HMS Ladybird an Bord genommen werden. Die Ladybird wurde bei der Anfahrt zum Angriffsort ebenfalls von japanischen Jägern angegriffen und schwer beschädigt.

## Folgen
Daraufhin kam es zu diplomatischen Spannungen zwischen den USA und Japan. Befürchtungen wurden laut, dass sich der Vorfall ähnlich auswirken könnte wie die Explosion der Maine, die den Spanisch-Amerikanischen Krieg ausgelöst hatte. Unter anderem Joseph Grew, der außerordentliche Gesandte der USA in Japan, teilte diese Befürchtungen.
Japan zahlte 2,2 Millionen US-Dollar, um den Streit beizulegen, und entschuldigte sich offiziell.
Zahlreiche Briefe und Spenden von japanischen Bürgern gingen nach dem Vorfall bei der amerikanischen Botschaft in Tokio und dem Marineministerium ein.
Zusammen mit Berichten über Grausamkeiten japanischer Soldaten – besonders den Massakern von Nanking – sorgte der Panay-Vorfall jedoch dafür, dass sich in der US-Öffentlichkeit das Bild von Japan änderte.